# Élection présidentielle brésilienne de 2002
L'élection présidentielle brésilienne de 2002 est un scrutin à suffrage universel direct visant à élire le président de la république fédérative du Brésil, ainsi que le vice-président, pour un mandat de quatre ans. Elle fait partie des élections générales brésiliennes de 2002, visant à élire le président et le vice-président du Brésil, gouverneurs des États et membres de la Chambre des députés, et s'est déroulée, en deux tours, respectivement le 6 octobre et le 27 octobre 2002.
Le premier tour voit s'affronter six candidats. José Serra, candidat du Parti de la social-démocratie brésilienne, et Luiz Inácio Lula da Silva, candidat du Parti des travailleurs, se qualifient pour le second tour, avec respectivement 23,2 % et 46,4 % des suffrages exprimés. À l'issue du second tour, trois semaines plus tard, Luiz Inácio Lula da Silva est élu à la présidence de la République brésilienne avec 61,3 % des suffrages exprimés, contre 38,7 % en faveur de son adversaire.

## Résultats
|                          |                           |                          | Premier tour | Premier tour | Second tour | Second tour |
| ------------------------ | ------------------------- | ------------------------ | ------------ | ------------ | ----------- | ----------- |
| Votants                  | Votants                   | Votants                  | 94 804 126   |              | 91 664 259  |             |
|                          |                           |                          |              |              |             |             |
| Bulletins enregistrés    | Bulletins enregistrés     | Bulletins enregistrés    | 94 804 126   |              | 91 664 259  |             |
| Bulletins blancs ou nuls | Bulletins blancs ou nuls  | Bulletins blancs ou nuls | 9 852 977    | 10,39 %      | 5 500 556   | 6 %         |
| Suffrages exprimés       | Suffrages exprimés        | Suffrages exprimés       | 84 951 149   | 89,61 %      | 86 163 703  | 94 %        |
|                          |                           |                          |              |              |             |             |
|                          | Candidat                  | Parti                    | Suffrages    | Pourcentage  | Suffrages   | Pourcentage |
|                          | Luiz Inácio Lula da Silva | PT                       | 39 454 692   | 46,44 %      | 52 793 364  | 61,27 %     |
|                          | José Serra                | PSDB                     | 19 705 061   | 23,2 %       | 33 370 339  | 38,73 %     |
|                          | Anthony Garotinho         | PSB                      | 15 179 879   | 17,87 %      |             |             |
|                          | Ciro Gomes                | PPS                      | 10 170 666   | 11,97 %      |             |             |
|                          | José Maria de Almeida     | PSTU                     | 402 232      | 0,47 %       |             |             |
|                          | Rui Costa Pimenta         | PCO                      | 38 619       | 0,05 %       |             |             |

| [[Image:2002 Brazil Presidential Elections, Round 1.svg\|300px\|Candidat arrivé en tête au 1er tour, par État. - Luiz Inácio Lula da Silva - José Serra - Ciro Gomes - Anthony Garotinho | alt=]] |                                                                                        | [[Image:2002 Brazil Presidential Elections, Round 2.svg\|300px\|Candidat arrivé en tête au 1er tour, par État. - Luiz Inácio Lula da Silva - José Serra - Ciro Gomes - Anthony Garotinho | alt=]] |
| Candidat arrivé en tête au 1er tour, par État. - Luiz Inácio Lula da Silva - José Serra - Ciro Gomes - Anthony Garotinho                                                                 |        | Candidat arrivé en tête au 2d tour, par État. - Luiz Inácio Lula da Silva - José Serra | |        |

## Sources
- (es) Cet article est partiellement ou en totalité issu de l’article de Wikipédia en espagnol intitulé « Elecciones presidenciales de Brasil de 2002 » (voir la liste des auteurs).

- (en) Cet article est partiellement ou en totalité issu de l’article de Wikipédia en anglais intitulé « Brazilian general election, 2002 » (voir la liste des auteurs).